# Nadieżda Mountbatten
Nadieżda Michajłowna Mountbatten z d. de Torby, zw. Nadą, ros. Надежда Михайловна де Торби (ur. 28 maja 1896 w Cannes, zm. 22 stycznia 1963 tamże) – brytyjska arystokratka pochodzenia rosyjskiego, hrabianka, hrabina Mediny i markiza Milford Haven jako żona George'a Mountbattena.
Urodziła się jako drugie dziecko Michała Michajłowicza Romanowa (1861–1929) i Zofii von Merenberg (1868–1927). Miała dwoje rodzeństwa, starszą siostrę Anastazję (1892–1977) i młodszego brata Michaiła (1898–1959). W 1899 jej rodzina przeniosła się do Wielkiej Brytanii, zamieszkując w Keele, następnie w Londynie (od 1909). Była osobą o orientacji biseksualnej, mając w młodości romans m.in. z Glorią Morgan Vanderbilt.
15 listopada 1916 w Londynie wyszła za mąż za George'a Montbattena (1892–1938), hrabiego Mediny i markiza Milford Haven, syna Louisa (1854–1921) i Wiktorii Heskiej (1863–1950). Z małżeństwa pochodzi dwoje dzieci: 
- Tatiana Elisabeth (1917–1988);
- David Michael (1919–1970), markiz Milford Haven ⚭ 1) Romaine Dahlgren Pierce (1923–1975), córka Vintona Ulrica Dahlgren Pierce i Margaret z d. Knickerbocker Clark, 2) Janet Mercedes Bryce (ur. 1937), córka Francisa (1876–1951) i Gladys Jean z d. Mosley (1905–1992).

## Genealogia
| Prapradziadkowie                          | car Rosji Paweł (1754-1801) ∞1776 Maria Fiodorowna (1759–1828)                 | kr. Prus Fryderyk Wilhelm III (1770–1840) ∞ 1793 Ludwika Augusta z Meklemburgii-Strelitz (1776-1810) | w. ks. Badenii Karol Fryderyk (1728–1811) ∞ 1787 Ludwika Karolina Geyer von Geyersberg (1768–1820)       | kr. Szwecji Gustaw IV Adolf (1778–1837) ∞1797 Fryderyka Dorota von Hochberg (1781–1826)                  | ks. Nassau-Weilburgu Fryderyk Wilhelm (1768–1816) ∞1788 Ludwika Izabela z Kirchburgu (1772–1827) | Paweł Wirtemberski (1785–1852) ∞1805 Karolina Saska-Hildburghausen (1787–1847)        | Sergiej Lwowicz Puszkin (1767–1848) ∞ Nadieżda Osipwna Hannibal (1775–1836)                   | Nikołaj AfanasiewiczGonczarow (1787–1865) ∞1808 Natalija Iwanowna Zahriażskaja (1785–1848)    |
| Pradziadkowie                             | car Rosji Mikołaj I Pałkin (1796–1855) ∞1817 Aleksandra Fiodorowna (1798–1860) | car Rosji Mikołaj I Pałkin (1796–1855) ∞1817 Aleksandra Fiodorowna (1798–1860)                       | w. ks. Badenii Leopold von Hochberg (1790–1852) ∞ 1819 Zofia Wilhelmina von Holstein-Gottorp (1801-1865) | w. ks. Badenii Leopold von Hochberg (1790–1852) ∞ 1819 Zofia Wilhelmina von Holstein-Gottorp (1801-1865) | ks. Nassau Wilhelm I (1792–1839) ∞1829 Paulina Fryderyka Wirtemberska (1810–1856)                | ks. Nassau Wilhelm I (1792–1839) ∞1829 Paulina Fryderyka Wirtemberska (1810–1856)     | Aleksander Siergiejewicz Puszkin (1799–1837) ∞1831 Natalia Nikołajewna Ganczarowa (1812–1863) | Aleksander Siergiejewicz Puszkin (1799–1837) ∞1831 Natalia Nikołajewna Ganczarowa (1812–1863) |
| Dziadkowie                                | Michał Nikołajewicz Romanow (1832–1909) ∞1857 Olga Fiodorowna (1839–1891)      | Michał Nikołajewicz Romanow (1832–1909) ∞1857 Olga Fiodorowna (1839–1891)                            | Michał Nikołajewicz Romanow (1832–1909) ∞1857 Olga Fiodorowna (1839–1891)                                | Michał Nikołajewicz Romanow (1832–1909) ∞1857 Olga Fiodorowna (1839–1891)                                | Mikołaj Wilhelm z Nassau (1832–1905) ∞1868 Natalia Aleksandrowna Puszkina (1836–1913)            | Mikołaj Wilhelm z Nassau (1832–1905) ∞1868 Natalia Aleksandrowna Puszkina (1836–1913) | Mikołaj Wilhelm z Nassau (1832–1905) ∞1868 Natalia Aleksandrowna Puszkina (1836–1913)         | Mikołaj Wilhelm z Nassau (1832–1905) ∞1868 Natalia Aleksandrowna Puszkina (1836–1913)         |
| Rodzice                                   | Michał Michajłowicz Romanow (1861–1929) ∞1891 Zofia von Merenburg (1868–1927)  | Michał Michajłowicz Romanow (1861–1929) ∞1891 Zofia von Merenburg (1868–1927)                        | Michał Michajłowicz Romanow (1861–1929) ∞1891 Zofia von Merenburg (1868–1927)                            | Michał Michajłowicz Romanow (1861–1929) ∞1891 Zofia von Merenburg (1868–1927)                            | Michał Michajłowicz Romanow (1861–1929) ∞1891 Zofia von Merenburg (1868–1927)                    | Michał Michajłowicz Romanow (1861–1929) ∞1891 Zofia von Merenburg (1868–1927)         | Michał Michajłowicz Romanow (1861–1929) ∞1891 Zofia von Merenburg (1868–1927)                 | Michał Michajłowicz Romanow (1861–1929) ∞1891 Zofia von Merenburg (1868–1927)                 |
| Nadieżda Michajłowna de Torby (1896–1963) |                                                                                | | | |                                                                                                  |                                                                                       |                                                                                               |                                                                                               |